# Ataxia alpha
Ataxia alpha là một loài bọ cánh cứng trong họ Cerambycidae.